# Боро Петрушевски
Боро Апостолов Петрушевски с псевдоним Папучар (на македонска литературна норма: Боро Петрушевски - Папучар) е югославски партизанин и деец на НОВМ.

## Биография
Роден е през 1920 година в Куманово. Става член на СКМЮ. Организира стачки на работници през 1938 – 1939 година. Изгонен е от родния си град и през 1939 година заминава за Скопие. В края на същата година влиза в ЮКП. През нощта на 8 срещу 9 септември 1941 година, при опит да бъде арестуван, убива български войник и след като успява да избяга се включва в Скопския народоосвободителен партизански отряд. От 1942 година влиза във Велешко-прилепски народоосвободителен партизански отряд „Димитър Влахов“. В края на 1942 година става политически комисар на чета във Втория скопски народоосвободителен партизански отряд, а от 1943 влиза в Шарпланинския народоосвободителен партизански отряд. Убит е при засада при село Горанце в албанската окупационна зона през април 1943 г. На 20 декември 1951 година е обявен за народен герой на Югославия.